# 1284
1284 је била преступна година.

## Догађаји
- Арагонски крсташки рат: Прве француске војске под краљем Филип III Храбри и његовим 14-годишњим сином Карлом од Валоа улазе у Русиљон. Оне укључују 16.000 коњаника, 17.000 самострелаца и 100.000 пешадинаца, заједно са 100 бродова у јужним француским лукама. Иако имају подршку Јакова II, владара Мајорке, локално становништво устаје против њих. Елни се храбро бране, али Французи окупирају град и спаљују катедралу, док је становништво масакрирано.
- 4. април – Краљ Алфонсо X од Кастиље се разбољева и умире након 32-годишње владавине у Севиљи. Наслеђује га његов 25-годишњи син Санчо IV  који постаје владар Кастиље и Леона. У међувремену, његов нећак, Алфонсо де ла Серда, оспорава његово право на кастиљски престо. Папа Мартин IV екскомуницира Санча, ставља анатему на његово краљевство и одбија да призна брак са његовом рођаком, краљицом Маријом де Молина.
- 5. јун – Битка у Напуљском заливу: Арагоно-сицилијанска флота (око 30 галија) предвођена адмиралом Роџером од Лаурије окружује и побеђује напуљске бродове у Напуљском заливу. Краљ Карло II од Напуља је заробљен током битке; неорганизовани, остаци напуљске флоте (између 15 и 18 галија) беже назад у Напуљ.
- 5–6. август – Битка код Мелорије: Ђеновљанска флота (око 90 галија) предвођена адмиралом Обертом Доријом побеђује пизанске бродове у Лигурском мору. Ово означава пад поморске моћи Пизе у Средоземном мору.
- Краљ Рудолф I намеће трговински ембарго Норвешкој, зато што је опљачкала немачки брод. Ембарго прекида виталне залихе жита, брашна, поврћа и пива, што изазива општу глад у Норвешкој.
- 3. март – Рудлански статут: Краљ Едвард I од Енглеске ставља Велс под директну власт након Велшких ратова (1277–1283). Он поставља шерифе и судске извршитеље за северне територије, док су јужне области остављене под контролом пограничних лордова. Енглеско право је уведено у кривичним случајевима, иако је Велшанима дозвољено да задрже своје обичајне законе у неким случајевима имовинских спорова. Он организује Округли сто у Нефину у Велсу и обећава Велшанима да ће им обезбедити принца од Велса.
- Хафсидске снаге под вођством Абу Хафса Умара бин Јахје (полубрата Абу Исхака Ибрахима I) поново освајају Тунис и поново успостављају династију Хафсида као доминантну силу у Ифрикији. Овим се завршава бедуинска побуна започета 1283. године.
- Краљ Петар III Арагонски користи слабост династије Хафсида и напада острво Џерба. Арагонске снаге масакрирају становништво и окупирају острво.
- Млетачка република почиње да кује дукат, златник који ће постати стандард европског кованог новца, за наредних 600 година.

## Смрти
- Алфонсо X од Кастиље
- Ахмед-кан

- Иго III од Кипра
- Ирина Комнина Палеологина

- Кејхусрев III